# Vu San Quốc
Vu San Quốc hay Vu Sơn Quốc, là một quốc gia cổ đại tồn tại trên đảo Ulleung (Uất Lăng), và các đảo lân cận ở ngoài khơi xa bán đảo Triều Tiên trong thời kỳ Tam Quốc. Theo Tam quốc sử ký, quốc gia này bị tướng Kim Isabu (Kim Dị Tư Phu) của Tân La (Silla) chinh phục vào năm 512. Ông được chép rằng đã sử dụng các con sư tử hay hổ bằng gỗ để đe dọa cư dân phải đầu hàng. Vu San Quốc hiếm khi được ghi trong sử sách, song dường như đã tiếp tục tồn tại với quyền tự trị lớn cho đến khi sáp nhập vào Cao Ly năm 930.
Theo "Thế Tông thực lục" (Sejong Sillok), "Cao Ly thư" (Goryeosa), và "Vạn cơ yếu lãm" (Mangi Yoram), Vu San Quốc bao gồm đảo Ulleung-do (Uất Lăng đảo) và Usan-do (Vu San đảo). Người Triều Tiên tin rằng Usan-do là Đảo Liancourt (Dokdo trong tiếng Hàn, Takeshima trong tiếng Nhật), mặc dù một số học giả Nhật Bản tranh cãi về điều này.

## Bản đồ cũ Hàn Quốc

VuSan
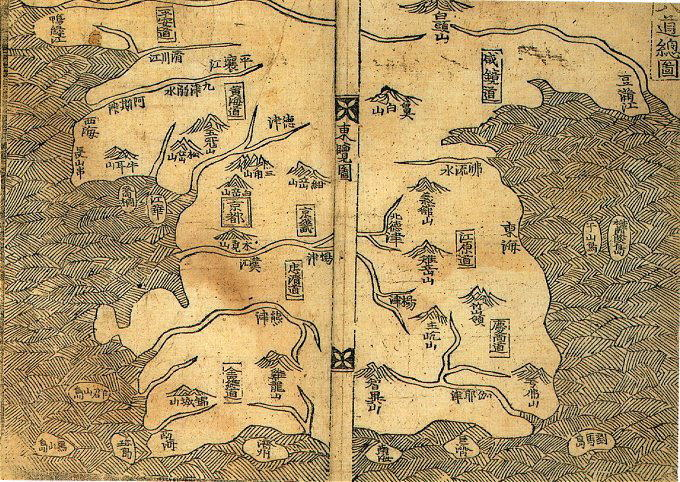
Bản đồ của Nhà Triều Tiên(1530)
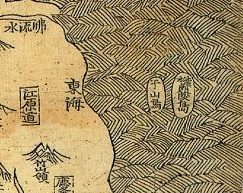
Bản đồ của Nhà Triều Tiên(1530):Ulleungdo(鬱陵島) và Vu San(于山島)
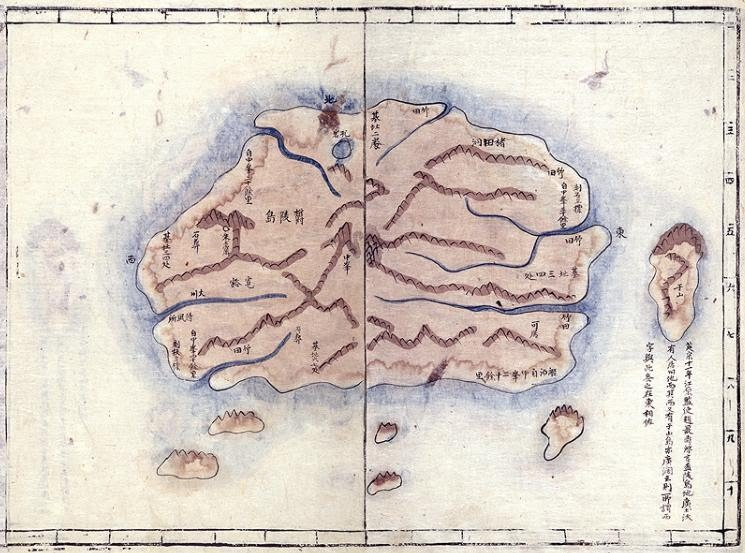
Bản đồ của Nhà Triều Tiên(1861):Ulleungdo(鬱陵島) và Vu San(于山)
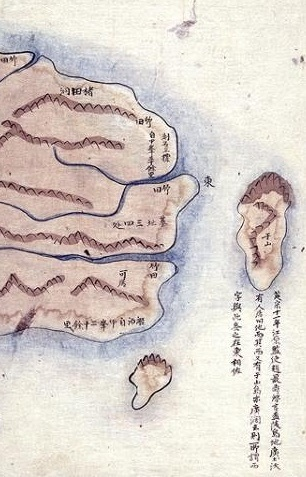
Bản đồ của Nhà Triều Tiên(1861):Ulleungdo(鬱陵島) và Vu San(于山)
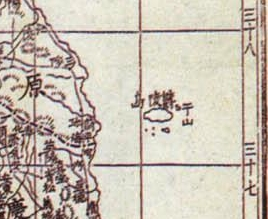
Bản đồ của Đế quốc Đại Hàn(1899):Ulleungdo(鬱陵島) và Vu San(于山)